# Cantó de Campanhac
El cantó de Campanhac és un cantó francès del departament de l'Avairon, situat al districte de Millau. Té 5 municipis i el cap cantonal és Campanhac.

## Municipis
- Campanhac
- La Capèla Bonança
- Sent Laurenç d'Òlt
- Sent Martin de Lenna
- Sent Adornin de Lenna

## Història
| Data d'elecció                           | Identitat             | Partit | Qualitat |
| ---------------------------------------- | --------------------- | ------ | -------- |
| 1985-                                    | Pierre-Marie Blanquet | MoDem  |          |
| les dades anteriors no són pas conegudes |                       |        |          |
|                                          |                       |        |          |

## Demografia
| 1962  | 1968  | 1975  | 1982  | 1990  | 1999  | 2006  |
| ----- | ----- | ----- | ----- | ----- | ----- | ----- |
| 2.162 | 2.322 | 2.070 | 1.872 | 1.805 | 1.683 | 1.760 |